# RER A
| Ein Zug bei der Einfahrt in den Bahnhof Charles-de-Gaulle – Étoile |                      |
|                                                                    |                      |
| Streckenlänge:                                                     | 108 km               |
| Spurweite:                                                         | 1435 mm (Normalspur) |
|                                                                    |                      |
| Fahrgäste täglich                                                  | 1.400.000            |
| Stationen                                                          | 46                   |
| Eröffnung                                                          | 1969                 |

Die Linie RER A ist der älteste Bestandteil des RER-Netzes in Paris und unterquert das Stadtzentrum in West-Ost-Richtung. Mit täglich bis zu rund 1,4 Millionen Fahrgästen ist sie weltweit eine der am häufigsten genutzten Bahnverbindungen und sogar die am meisten nachgefragte Bahnlinie in ganz Europa. Der erste innerstädtische Streckenabschnitt zwischen den Stationen Vincennes und Nation am Ostrand der Stadt ging am 12. Dezember 1969 als Ersatz für eine parallel verlaufende Bahnlinie in Betrieb; zwei Monate später folgte ein Tunnelstück im Westen der Stadt von La Défense nach Charles-de-Gaulle – Étoile. Am 9. Dezember 1977 wurden die bis dato getrennten Außenäste schließlich durch den zentralen Tunnelabschnitt miteinander verbunden, was als „Geburtsstunde“ des RER gilt. Es war die erste Eisenbahnverbindung, die nicht an einem der Pariser Kopfbahnhöfe endet, sondern die Stadt diametral durchquert.

## Streckenverlauf

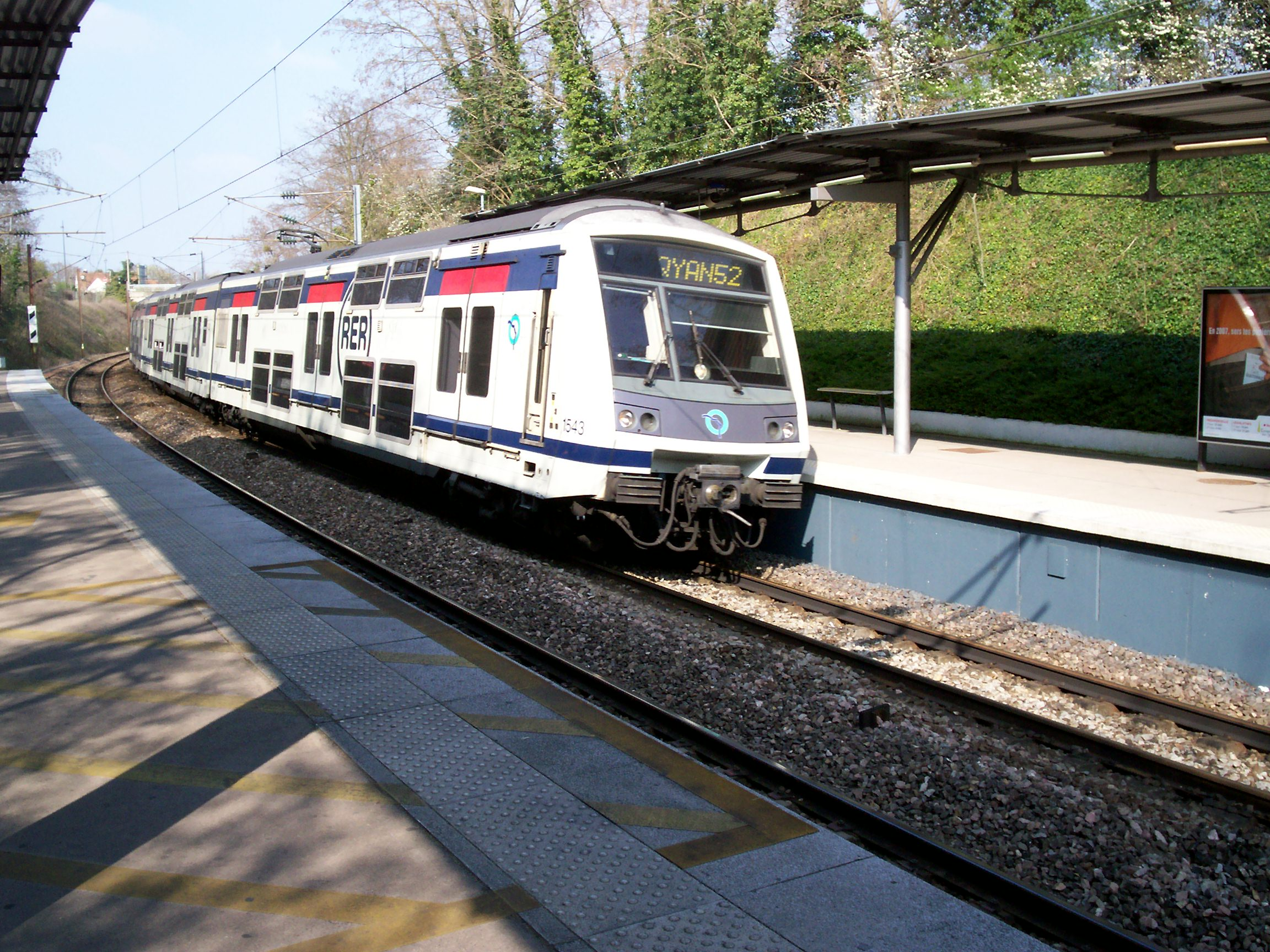
Zug der RER-Linie A am Bahnhof Neuville Université

Wie bei allen RER-Linien besteht die Strecke aus mehreren Ästen:
Im Pariser Westen:
- nach Saint-Germain-en-Laye (RATP) (A 1)
- nach Cergy-Le Haut (SNCF) (A 3)
- nach Poissy (SNCF) (A 5)

Im Pariser Osten (nur RATP):
- nach Boissy-Saint-Léger (A 2)
- nach Marne-la-Vallée - Chessy/Disneyland (A 4)

Die Züge verkehren zwischen der Station „Vincennes“ und „Nanterre Préfecture“ auf derselben Strecke und benutzen dann unterschiedliche Strecken zum jeweiligen Zielort.
In der Pariser Innenstadt verkehrt die RER A nördlich der Seine von der Gare de Lyon aus über Châtelet - Les Halles unter den Champs-Élysées entlang Richtung La Défense und Nanterre Préfecture, wo sich die Strecken aufteilen.
| \| \| L \| 5 Cergy-Le Haut (A 3/U) \| 5 Cergy-Le Haut (A 3/U) \| \| \| L \| 5 Cergy-Saint-Christophe \| 5 Cergy-Saint-Christophe \| \| \| \| \| \| \| \| L \| 5 Cergy-Préfecture \| 5 Cergy-Préfecture \| \| \| \| \| \| \| \| \| Oise \| \| \| \| L \| 5 Neuville-Université \| 5 Neuville-Université \| \| \| J L \| 5 Conflans-Fin-d'Oise \| 5 Conflans-Fin-d'Oise \| \| \| \| Seine \| \| \| \| L \| 5 Archères-Ville \| 5 Archères-Ville \| \| \| J \| nach Mantes-la-Jolie \| nach Mantes-la-Jolie \| \| \| J \| 5 Poissy (A 5/T) \| 5 Poissy (A 5/T) \| \| \| J \| 5 Archères-Grand-Cormier \| 5 Archères-Grand-Cormier \| \| \| \| \| \| \| \| L \| 4 Maisons-Laffitte \| 4 Maisons-Laffitte \| \| \| \| Seine \| \| \| \| L \| 4 Sartrouville \| 4 Sartrouville \| \| \| \| nach Argenteuil \| \| \| \| J L \| 4 Houilles-Carrières-sur-Seine \| 4 Houilles-Carrières-sur-Seine \| \| \| J \| nach Saint-Lazare \| nach Saint-Lazare \| \| \| \| Seine \| \| \| \| \| 4 Saint-Germain-en-Laye (A 1/Z) \| \| \| \| \| \| \| \| \| \| Seine \| \| \| \| \| 4 Le Vèsinet-Le Pecq (X) \| \| \| \| \| 4 Le Vèsinet-Centre \| \| \| \| \| 4 Chatou-Croissy \| \| \| \| \| Seine \| \| \| \| \| 3 Rueil-Malmaison (Y) \| \| \| \| \| 3 Nanterre-Ville \| \| \| \| \| \| \| \| \| L \| 3 Nanterre-Université \| 3 Nanterre-Université \| \| \| L \| nach Saint-Lazare \| nach Saint-Lazare \| \| \| \| \| \| \| \| \| \| \| \| \| \| 3 Nanterre-Préfecture (F, J) \| \| \| \| E L U 01 T2 \| 3 La Dèfense - Grande Arche (B) \| 3 La Dèfense - Grande Arche (B) \| \| \| \| Seine \| \| \| \| 01 02 06 \| 1 Charles-de-Gaulle – Etoile (G) \| 1 Charles-de-Gaulle – Etoile (G) \| \| \| J L E 03 07 \| 1 Auber (C) \| 1 Auber (C) \| \| \| 08 09 12 13 14 \| \| \| \| \| B D \| Richtung Norden \| Richtung Norden \| \| \| B D 01 04 \| 1 Châtelet Les Halles \| 1 Châtelet Les Halles \| \| \| 07 11 14 \| \| \| \| \| B \| Richtung Süden \| Richtung Süden \| \| \| D 01 14 \| 1 Gare de Lyon \| 1 Gare de Lyon \| \| \| D \| Richtung Süden \| Richtung Süden \| \| \| 01 02 06 09 \| 1 Nation (P) \| 1 Nation (P) \| \| \| \| Gare de la Bastille \| \| \| \| \| \| \| \| \| \| \| \| \| \| \| 2 Vincennes (S) \| \| \| \| \| \| \| \| \| \| 3 Fontenay-sous-Bois \| \| \| \| \| 3 Nogent-Sur-Marne \| \| \| \| \| 3 Joinville-le-Pont (E) \| \| \| \| \| 3 Saint-Maur-Créteil \| \| \| \| \| 3 Le Parc de Saint-Maur \| \| \| \| \| Grande Ceinture nach Noisy-le-Sec \| \| \| \| \| 3 Champigny Saint-Maur \| \| \| \| \| 3 La Varenne-Chennevières (R) \| \| \| \| \| Marne \| \| \| \| \| 4 Sucy-Bonneuil \| \| \| \| \| Grande Ceinture nach Orly \| \| \| \| \| 4 Boissy-Saint-Léger (A 2/N) \| \| \| \| \| 4 nach Vernail l'Etang \| \| \| \| E \| 3 Val de Fontenay \| 3 Val de Fontenay \| \| \| \| \| \| \| \| \| 3 Neuilly-Plaisance \| \| \| \| \| Marne \| \| \| \| \| 4 Bry-sur-Marne \| \| \| \| \| \| \| \| \| \| \| \| \| \| \| 4 Noisy-le-Grand-Mont d'Est (D) \| \| \| \| \| \| \| \| \| \| 4 Noisy-Champs Champy-Nesles \| \| \| \| \| \| \| \| \| \| 5 Noisiel Le Luzard \| \| \| \| \| \| \| \| \| \| 5 Lognes Le Mandinet \| \| \| \| \| 5 Torcy (O) \| \| \| \| \| \| \| \| \| \| 5 Bussy-Saint-Georges \| \| \| \| \| \| \| \| \| \| 5 Serris-Montévrain \| \| \| \| \| LGV Interconnexion Est \| \| \| \| \| 5 Marne-la-Vallée - Chessy (A 4/Q) \| \| \| \| \| LGV Interconnexion Est \| \| |                |                                    |                                    |
| Kopfbahnhof Streckenanfang | L              | 5 Cergy-Le Haut (A 3/U)            | 5 Cergy-Le Haut (A 3/U)            |
| Bahnhof | L              | 5 Cergy-Saint-Christophe           | 5 Cergy-Saint-Christophe           |
| Tunnelanfang |                |                                    |                                    |
| Bahnhof (im Tunnel) | L              | 5 Cergy-Préfecture                 | 5 Cergy-Préfecture                 |
| Tunnelende |                |                                    |                                    |
| Brücke über Wasserlauf |                | Oise                               | Oise                               |
| Bahnhof | L              | 5 Neuville-Université              | 5 Neuville-Université              |
| Turmbahnhof geradeaus unten | J L            | 5 Conflans-Fin-d'Oise              | 5 Conflans-Fin-d'Oise              |
| Brücke über Wasserlauf |                | Seine                              | Seine                              |
| Bahnhof | L              | 5 Archères-Ville                   | 5 Archères-Ville                   |
| Strecke · Strecke | J              | nach Mantes-la-Jolie               | nach Mantes-la-Jolie               |
| Bahnhof · Strecke | J              | 5 Poissy (A 5/T)                   | 5 Poissy (A 5/T)                   |
| Bahnhof · Strecke | J              | 5 Archères-Grand-Cormier           | 5 Archères-Grand-Cormier           |
| Strecke nach links · Abzweig geradeaus und von rechts |                |                                    |                                    |
| Bahnhof | L              | 4 Maisons-Laffitte                 | 4 Maisons-Laffitte                 |
| Brücke über Wasserlauf |                | Seine                              | Seine                              |
| Bahnhof | L              | 4 Sartrouville                     | 4 Sartrouville                     |
| Abzweig geradeaus und nach links |                | nach Argenteuil                    | nach Argenteuil                    |
| Bahnhof | J L            | 4 Houilles-Carrières-sur-Seine     | 4 Houilles-Carrières-sur-Seine     |
| Abzweig geradeaus und nach links | J              | nach Saint-Lazare                  | nach Saint-Lazare                  |
| Brücke über Wasserlauf |                | Seine                              | Seine                              |
| Kopfbahnhof Streckenanfang (im Tunnel) · Strecke |                | 4 Saint-Germain-en-Laye (A 1/Z)    | 4 Saint-Germain-en-Laye (A 1/Z)    |
| Tunnelende · Strecke |                |                                    |                                    |
| Brücke über Wasserlauf · Strecke |                | Seine                              | Seine                              |
| Bahnhof · Strecke |                | 4 Le Vèsinet-Le Pecq (X)           | 4 Le Vèsinet-Le Pecq (X)           |
| Bahnhof · Strecke |                | 4 Le Vèsinet-Centre                | 4 Le Vèsinet-Centre                |
| Bahnhof · Strecke |                | 4 Chatou-Croissy                   | 4 Chatou-Croissy                   |
| Brücke über Wasserlauf · Strecke |                | Seine                              | Seine                              |
| Bahnhof · Strecke |                | 3 Rueil-Malmaison (Y)              | 3 Rueil-Malmaison (Y)              |
| Bahnhof · Abzweig geradeaus und nach links · Strecke von rechts |                | 3 Nanterre-Ville                   | 3 Nanterre-Ville                   |
| Strecke nach links · Kreuzung geradeaus oben · Abzweig geradeaus und von rechts |                |                                    |                                    |
| Strecke · Bahnhof | L              | 3 Nanterre-Université              | 3 Nanterre-Université              |
| Strecke · Abzweig geradeaus und nach links | L              | nach Saint-Lazare                  | nach Saint-Lazare                  |
| Tunnelanfang · Tunnelanfang |                |                                    |                                    |
| Abzweig geradeaus und von links (im Tunnel) · Strecke nach rechts (im Tunnel) |                |                                    |                                    |
| Bahnhof (im Tunnel) |                | 3 Nanterre-Préfecture (F, J)       | 3 Nanterre-Préfecture (F, J)       |
| Turmbahnhof mit Tunnelstrecke | E L U 01 T2    | 3 La Dèfense - Grande Arche (B)    | 3 La Dèfense - Grande Arche (B)    |
| |                | Seine                              |                                    |
| Bahnhof (im Tunnel) | 01 02 06       | 1 Charles-de-Gaulle – Etoile (G)   | 1 Charles-de-Gaulle – Etoile (G)   |
| Bahnhof (im Tunnel) | J L E 03 07    | 1 Auber (C)                        | 1 Auber (C)                        |
| Strecke (im Tunnel) | 08 09 12 13 14 |                                    |                                    |
| Strecke von links (im Tunnel) · Kreuzung mit Tunnelstrecke (im Tunnel) · Strecke quer (im Tunnel) | B D            | Richtung Norden                    | Richtung Norden                    |
| Bahnhof (im Tunnel) · Bahnhof (im Tunnel) | B D 01 04      | 1 Châtelet Les Halles              | 1 Châtelet Les Halles              |
| Strecke (im Tunnel) · Strecke (im Tunnel) | 07 11 14       |                                    |                                    |
| Abzweig geradeaus und nach rechts (im Tunnel) · Strecke (im Tunnel) | B              | Richtung Süden                     | Richtung Süden                     |
| Bahnhof (im Tunnel) · Bahnhof (im Tunnel) | D 01 14        | 1 Gare de Lyon                     | 1 Gare de Lyon                     |
| Strecke nach rechts (im Tunnel) · Strecke (im Tunnel) | D              | Richtung Süden                     | Richtung Süden                     |
| Bahnhof (im Tunnel) | 01 02 06 09    | 1 Nation (P)                       | 1 Nation (P)                       |
| Strecke (im Tunnel) · Kopfbahnhof Streckenanfang (Strecke außer Betrieb) |                | Gare de la Bastille                | Gare de la Bastille                |
| Tunnelende · Strecke (außer Betrieb) |                |                                    |                                    |
| Abzweig geradeaus und ehemals von links · Strecke nach rechts (außer Betrieb) |                |                                    |                                    |
| Bahnhof |                | 2 Vincennes (S)                    | 2 Vincennes (S)                    |
| Strecke von links · Abzweig geradeaus und nach rechts |                |                                    |                                    |
| Bahnhof · Tunnelanfang |                | 3 Fontenay-sous-Bois               | 3 Fontenay-sous-Bois               |
| Bahnhof · Strecke (im Tunnel) |                | 3 Nogent-Sur-Marne                 | 3 Nogent-Sur-Marne                 |
| Bahnhof · Strecke (im Tunnel) |                | 3 Joinville-le-Pont (E)            | 3 Joinville-le-Pont (E)            |
| Bahnhof · Strecke (im Tunnel) |                | 3 Saint-Maur-Créteil               | 3 Saint-Maur-Créteil               |
| Bahnhof · Strecke (im Tunnel) |                | 3 Le Parc de Saint-Maur            | 3 Le Parc de Saint-Maur            |
| Abzweig geradeaus und von links · Strecke (im Tunnel) |                | Grande Ceinture nach Noisy-le-Sec  | Grande Ceinture nach Noisy-le-Sec  |
| Bahnhof · Strecke (im Tunnel) |                | 3 Champigny Saint-Maur             | 3 Champigny Saint-Maur             |
| Bahnhof · Strecke (im Tunnel) |                | 3 La Varenne-Chennevières (R)      | 3 La Varenne-Chennevières (R)      |
| Brücke über Wasserlauf · Strecke (im Tunnel) |                | Marne                              | Marne                              |
| Bahnhof · Strecke (im Tunnel) |                | 4 Sucy-Bonneuil                    | 4 Sucy-Bonneuil                    |
| Abzweig geradeaus und nach rechts · Strecke (im Tunnel) |                | Grande Ceinture nach Orly          | Grande Ceinture nach Orly          |
| Bahnhof · Strecke (im Tunnel) |                | 4 Boissy-Saint-Léger (A 2/N)       | 4 Boissy-Saint-Léger (A 2/N)       |
| Strecke nach rechts (außer Betrieb) · Strecke (im Tunnel) |                | 4 nach Vernail l'Etang             | 4 nach Vernail l'Etang             |
| Turmbahnhof (im Tunnel) | E              | 3 Val de Fontenay                  | 3 Val de Fontenay                  |
| Tunnelende |                |                                    |                                    |
| Bahnhof |                | 3 Neuilly-Plaisance                | 3 Neuilly-Plaisance                |
| Brücke über Wasserlauf |                | Marne                              | Marne                              |
| Bahnhof |                | 4 Bry-sur-Marne                    | 4 Bry-sur-Marne                    |
| Kreuzung geradeaus unten |                |                                    |                                    |
| Tunnelanfang |                |                                    |                                    |
| Bahnhof (im Tunnel) |                | 4 Noisy-le-Grand-Mont d'Est (D)    | 4 Noisy-le-Grand-Mont d'Est (D)    |
| Tunnelende |                |                                    |                                    |
| Bahnhof |                | 4 Noisy-Champs Champy-Nesles       | 4 Noisy-Champs Champy-Nesles       |
| Tunnelanfang |                |                                    |                                    |
| Bahnhof (im Tunnel) |                | 5 Noisiel Le Luzard                | 5 Noisiel Le Luzard                |
| Tunnelende |                |                                    |                                    |
| Bahnhof |                | 5 Lognes Le Mandinet               | 5 Lognes Le Mandinet               |
| Bahnhof |                | 5 Torcy (O)                        | 5 Torcy (O)                        |
| Tunnelanfang |                |                                    |                                    |
| Bahnhof (im Tunnel) |                | 5 Bussy-Saint-Georges              | 5 Bussy-Saint-Georges              |
| Tunnelende |                |                                    |                                    |
| Bahnhof |                | 5 Serris-Montévrain                | 5 Serris-Montévrain                |
| Strecke von rechts · Strecke |                | LGV Interconnexion Est             | LGV Interconnexion Est             |
| Bahnhof · Kopfbahnhof Streckenende |                | 5 Marne-la-Vallée - Chessy (A 4/Q) | 5 Marne-la-Vallée - Chessy (A 4/Q) |
| Strecke |                | LGV Interconnexion Est             | LGV Interconnexion Est             |

## Geschichte

### Die Strecke nach Saint-Germain
Die Eisenbahnstrecke von Paris nach Saint-Germain-en-Laye ist die älteste im Pariser Raum (und die drittälteste in ganz Frankreich). Das erste Teilstück bis nach Le Pecq (→ Bahnhof Le Vésinet - Le Pecq) wurde am 24. August 1837 eröffnet, der durchgehende Eisenbahnverkehr wurde zehn Jahre später 1847 aufgenommen. Endbahnhof in der Stadt war ein Vorgängerbau („Embarcadère de l’Ouest“) des heutigen Bahnhofes Saint Lazare am Boulevard de Batignolles. In weiterer Folge entwickelte sich ab der Ende des 19. Jahrhunderts ein ausgedehntes Vorortbahn-Netz, vorangetrieben von zwei Bahngesellschaften. 1888 wurde der Bahnhof von 26 Millionen Fahrgästen im Jahr genutzt. Noch vor dem Ersten Weltkrieg bereitete die Betreibergesellschaft der Chemin de fer de Paris à Saint-Germain die Elektrifizierung ihrer Strecke vor und beabsichtigte, den Vorort-Verkehr baulich vom Fernverkehr zu trennen. Der Erste Weltkrieg verhinderte dieses Vorhaben.
Nach dem Krieg wuchsen die Pendlerströme stark an, weshalb man das alte Vorhaben wiederaufnahm. 1927 wurde die Strecke nach Saint-Germain elektrifiziert. Der ursprüngliche Plan, die Endstation in Saint-Germain in den Untergrund zu verlegen, wurde nicht umgesetzt. Im Gründungsjahr der SNCF, 1937, verzeichnete die Strecke nach Saint-Germain bereits 40 Millionen Fahrgäste, nach dem Zweiten Weltkrieg stiegen die Pendlerzahlen weiter massiv an. 1960 stieß der Bahnhof Saint-Lazare wieder an seine Kapazitätsgrenzen. Allein auf der Strecke nach Saint-Germain waren inzwischen 250.000 Fahrgäste täglich unterwegs.

### Die Strecke nach Boissy-Saint-Léger
Während das Vorortstrecken-Netz im Westen der Stadt früh wuchs, wurden im Osten zunächst nur wenige Strecken gebaut. Mit der Planung für den Bau einer Strecke nach Vincennes wurde begonnen, als Napoleon III. den Wald von Vincennes für die Öffentlichkeit freigab. Am 22. November 1859 wurde die rund 17 km lange Strecke nach Vincennes, ausgehend vom kleinen Bahnhof Gare de la Bastille, eröffnet. Die Strecke wurde sofort ein voller Erfolg. 1875 wurde die Strecke bis nach Brie-Comte-Robert verlängert, zwei Jahre später erfolgte ein Anschluss an die Grande Ceinture.
Der große Erfolg bewog die Betreibergesellschaft, die Strecke noch einmal weiter zu verlängern. 1892 wurde die Linie schließlich bis nach Verneuil-l’Étang erweitert. Diesem Abschnitt war jedoch kein großer Erfolg beschert. Die Gegend war und blieb ländlich und hatte deshalb stets wenig Fahrgäste. Unmittelbar vor dem Ausbruch des Zweiten Weltkriegs wurde fast die gesamte Linie von der Grande Ceinture aus stillgelegt, lediglich eine Station, Boissy-Saint-Léger, wurde weiter betrieben.
Nach dem Krieg wurde die Strecke noch einmal bis nach Brie wiedereröffnet, 1946 wurde sie jedoch endgültig bis Boissy-Saint-Léger gekürzt. Ein gut fünf Kilometer langer Abschnitt dieser Strecke wurde später beim Bau der LGV Sud-Est wiederverwendet.

### Die ersten Tunnelstrecken
War man bei der RATP nach dem Krieg hauptsächlich mit der Beseitigung von Kriegsschäden und der Instandsetzung von Strecken und Rollmaterial beschäftigt, begann man Ende der 1950er-Jahre damit, alte Vorkriegspläne wieder aufzugreifen, um das Nahverkehrsnetz über die Stadtgrenzen hinaus zu erweitern. Schon vor dem Krieg hatte die damalige Betreibergesellschaft der Metro (CMP) erkannt, dass es nötig wäre, Metrolinien ins Umland zu verlängern oder gar bestehende Eisenbahnlinien ins eigene Netz zu integrieren. Unterstützt wurden diese Überlegungen von ständig weiter steigenden Fahrgastzahlen und Bauprojekten wie der geplanten Bürostadt La Défense oder den fünf projektierten Villes nouvelles am Stadtrand.
1961 stellte die Regierung zwei Millionen Franc für den Bau einer Tunnelstrecke aus Richtung Nanterre und La Défense durch die Stadtmitte bis nach Nation bereit. Geplant war auch, die Strecke von Saint-Germain ab Nanterre in den Tunnel mit einzubinden und somit einerseits für die geplante Bürostadt eine attraktive Pendlerverbindung in die westlichen Vorstädte zu bieten, andererseits den an seine Kapazitätsgrenzen stoßenden Bahnhof Saint-Lazare zu entlasten.
1963 wurde schließlich beschlossen, auch die Bahnlinie nach Vincennes in diese Planung mit einzubeziehen. Die Strecken nach Saint-Germain-en-Laye und nach Boissy-Saint-Léger wurden an die RATP übertragen. Gebaut wurde jedoch erst einmal nicht. Zwar wurde 1961 in Neuilly ein symbolischer Spatenstich gesetzt, doch 1964 existierten gerade einmal 500 Meter Tunnel. Die Kosten explodierten, woraufhin bei der RATP Führungspersonal ausgetauscht und das gesamte Projekt neu organisiert wurde. Von nun an schritten die Bauarbeiten weitgehend störungsfrei voran. Auf den Außenästen wurden bestehende Stationen modernisiert und neue Gleise allein für den Nahverkehr errichtet, während unter der Pariser Stadtmitte die ersten Tunnelabschnitte entstanden.
Am 12. September 1965 wurde der Bahnhof Bastille geschlossen, und die Züge aus Vincennes fuhren fortan durch den neuen Tunnel zum Bahnhof Nation.
Am westlichen Ende wurde am 20. Februar 1970 zunächst ein Inselbetrieb zwischen den Stationen Ètoile und La Défense eingerichtet, der anderthalb Jahre später nach Auber verlängert wurde. Erst am 1. Oktober 1972 konnte der Tunnelabschnitt nach Nanterre fertiggestellt und die Strecke nach Saint-Germain eingebunden werden. Diese musste zuvor von Stromschiene auf Oberleitungsbetrieb umgerüstet werden.

### Der Lückenschluss
Bereits beim offiziellen Beschluss des Projektes war Châtelet als Umsteigepunkt für weitere Regionalbahnlinien vorgesehen. Doch gegen dieses Vorhaben bildete sich zunächst eine breite Protestfront, und der Bau des zentralen Tunnelabschnitts wurde zunächst zurückgestellt. Kritiker des Projekts befürchteten eine Konzentration von neuen Büro- und Geschäftsgebäuden um den Bahnhof. Daneben prognostizierten sie eine starke Frequentierung des Umsteigeknotens bis hin zur Überlastung. Sie sollten recht behalten. Die hohen Baukosten wurden ebenfalls stark kritisiert. Dennoch wurde 1972 der Bau der Station endgültig beschlossen. Die Station wurde unterhalb des Geländes der ehemaligen Pariser Markthallen errichtet, die durch den Umzug des Marktes nach Rungis obsolet wurden. Bereits 1971 wurde unter großen Protesten ein großer Teil der Markthallen abgerissen.
Insgesamt mussten weitere fünfeinhalb Kilometer Tunnelstrecke erstellt werden. Neben der Station Châtelet entstand noch eine weitere Station unter der Gare de Lyon. Am 9. Dezember 1977 wurde schließlich der durchgehende Betrieb der Linie A aufgenommen.

### Die Strecke nach Marne-la-Vallée

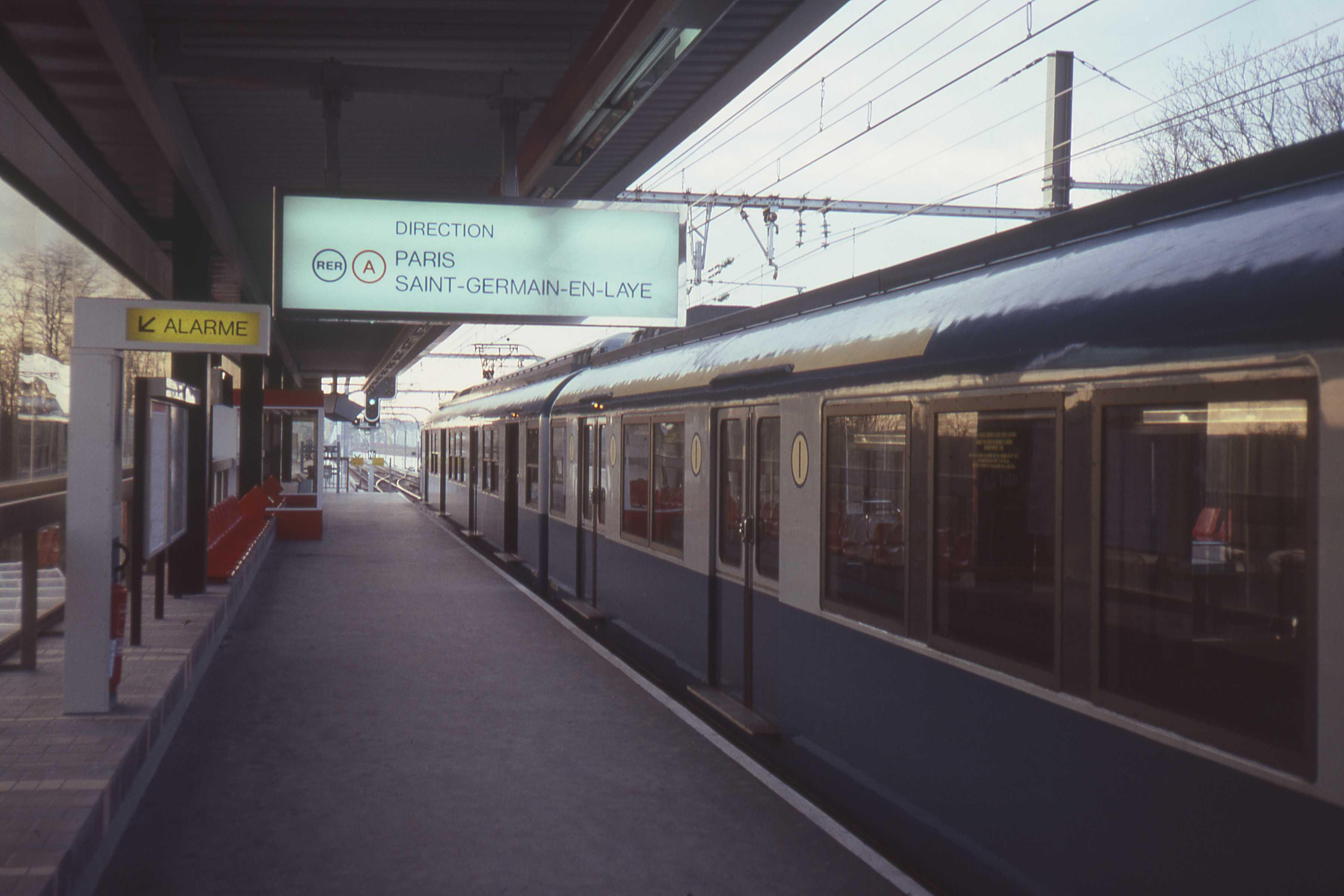
Zug der RER-Baureihe MS 61 im ursprünglichen Farbschema im Bahnhof Torcy, 1982

1965 wurde im Schéma Directeur, einer Art überregionalem Stadtentwicklungsplan, der Bau von fünf neuen Vorstädten vorgeschlagen, um die Stadt Paris vom prognostizierten massiven Einwohnerwachstum zu entlasten. Im Zuge dieses Planes wurde ein leistungsfähiges Nahverkehrsnetz vorgeschlagen, das diese Vorstädte mit dem Zentrum verbinden sollte. Auch die Flughäfen sollten von diesem System bedient werden. Die zu dieser Zeit noch im Bau befindliche Linie A wurde mit in dieses Vorhaben einbezogen.
Die Linie A sollte im Westen einen Ast nach Cergy-Pontoise erhalten, im Osten einen zweiten nach Marne-la-Vallée. Bereits 1971 wurde mit dem Bau des östlichen Zweiges begonnen. Die Linie wurde derart in die Planungen der Vorstädte eingebunden, dass keiner deren zukünftigen Einwohner mehr als 800 Meter zur nächsten RER-Station zurücklegen muss. Am 10. Dezember 1977, einem Tag nach dem innerstädtischen Lückenschluss, wurde die Strecke bis Noisy-Le-Grand freigegeben. Am 19. Dezember 1980 wurde die Strecke bis Torcy verlängert, am 31. März 1992 wurde das letzte Stück bis zum Bahnhof Marne-la-Vallée - Chessy eröffnet. Dieser letzte Abschnitt wurde in erster Linie errichtet, um das neu entstandene Disneyland Paris verkehrstechnisch zu erschließen. In Marne-la-Vallée - Chessy besteht eine Umsteigemöglichkeit zum TGV-Netz.

### Die Strecke nach Cergy und Poissy
In den 1960er-Jahren experimentierte man in Frankreich, wie auch in vielen anderen europäischen Ländern, mit alternativen Verkehrsmitteln. In Frankreich wurde der Aérotrain, eine Hochgeschwindigkeits-Einschienen-Luftkissenschwebebahn, entwickelt; zunächst mit Strahltriebwerk als Antrieb, später mit Linearmotor. Es war beabsichtigt, von La Défense aus eine Expressverbindung ohne Zwischenhalt nach Cergy mit einem Aérotrain zu betreiben. Wegen der hohen Baukosten – 600 Millionen Francs im Vergleich zu 230 Millionen Francs für eine konventionellen Bahnstrecke mit Zwischenhalten – und Schwierigkeiten mit der noch jungen Technik des Liniearmotors wurde das Projekt 1974 fallen gelassen.
Die neue Verbindung benutzt ab Archères eine Güterzugverbindung mit, bevor sie in Neuville auf einer neu errichteten Strecke nach Cergy abzweigt. Aufgrund technischer Besonderheiten – der Zweig nach Cergy wird nicht, wie der Rest der Strecke, von der RATP betrieben, sondern von der SNCF – wurde die Strecke zwar am 29. März 1979 bis Cergy-Préfecture eröffnet, allerdings zunächst lediglich mit einer Regionalzug-Verbindung nach Saint-Lazare. Erst seit 1988 wird die Strecke nach Cergy auch von der Linie A bedient, ein Jahr später folgte die kurze Zweiglinie nach Poissy. In Cergy wurden noch zwei weitere Stationen in Betrieb genommen: 1985 Cergy-Saint-Christophe, 1994 der heutige Endbahnhof Cergy-Le Haut.

### Entlastungsmaßnahmen

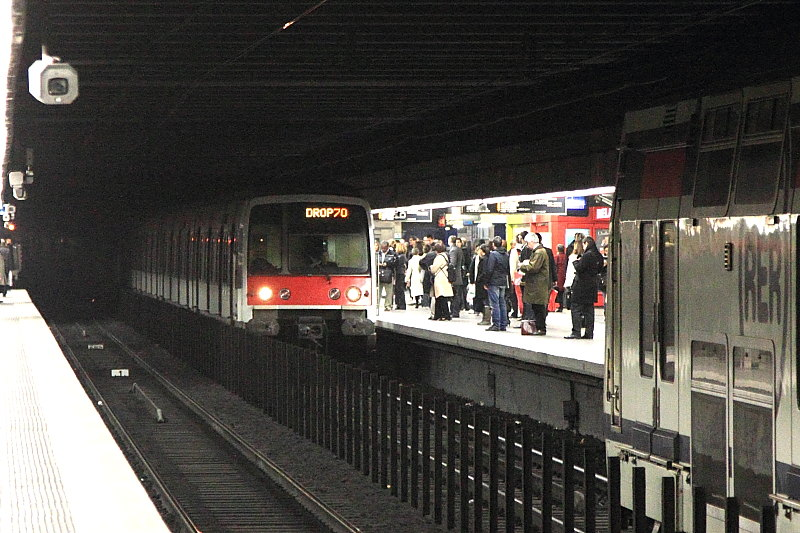
Das SACEM-Kontrollsystem erlaubt eine extrem dichte Zugfolge. Ein Zug fährt in die Station Auber ein, während der vorhergehende Zug die Station noch nicht verlassen hat.

Die hohe Reisegeschwindigkeit in der Stadt und die Verknüpfung mit den Außenästen führten schnell zu einer hohen Akzeptanz der Verbindung, und die damit verbundene hohe Auslastung übertraf alle Erwartungen der RATP. 1978, im ersten Betriebsjahr der neuen Linie, nutzten insgesamt 119 Millionen Passagiere die Verbindung. Bereits wenige Jahre nach der Eröffnung stieß die Linie an die Grenzen ihrer Kapazität; die Eröffnung der übrigen RER-Linien sorgte für einen weiteren Anstieg der Fahrgastzahlen auch auf der Linie A. Dies beeinflusste in der Folge weitere Planungen bei Métro und RER:
- Die hohe Auslastung bewog die Pariser Nahverkehrsgesellschaft RATP in den 1980er-Jahren dazu, bei der deutschen Firma Siemens ein neues Kontrollsystem zu entwickeln, um eine kürzere Folge der Züge auf einer Strecke zu ermöglichen. Das sogenannte SACEM (Système Automatique de Contrôle, d'Entretien et de Maintenance) ist nach wie vor im Einsatz und erlaubt es, Züge in einem Abstand von weniger als 90 Sekunden auf einem Streckenabschnitt fahren zu lassen. Auf dem zentralen Streckenabschnitt aller Zweiglinien unter der Pariser Stadtmitte ist es zu den Stoßzeiten nicht ungewöhnlich, dass ein Zug in eine Station einfährt, während der vorhergehende Zug noch im Begriff ist, die Station zu verlassen.
- Wurde der Verlauf der Linie A ursprünglich parallel zur Métro-Linie 1 gewählt, um diese zu entlasten, so wurde die Linie 1 1992 nach La Défense verlängert, um ihrerseits wiederum die Linie A zu entlasten. Über eine Verlängerung der Linie 1 westwärts bis nach Nanterre wird nachgedacht, ebenso über eine östliche Verlängerung nach Val de Fontenay, einem wichtigen Kreuzungsbahnhof der RER-Linien A und E.
- Teilen sich die RER-Linien B und D nördlich von Châtelet Les Halles zwei Gleise, so mussten für den 1995 eröffneten südlichen Abschnitt der Linie D zwischen Châtelet Les Halles und Gare de Lyon neue Tunnel parallel zu denen der Linie A gebaut werden, weil die Gleise der Linie A keine Züge von anderen Linien mehr hätten verkraften können.
- Der Verlauf der 1998 eröffneten Métro-Linie 14 und der große Stationsabstand wurden so gewählt, dass im Stadtzentrum eine weitere schnelle Parallelverbindung zur Linie 1 und zur Linie A angeboten werden kann.
- Der innerstädtische Verlauf der jüngsten RER-Linie E soll die Linie A entlasten; langfristig soll sie im Westen der Stadt den Außenast der Linie A nach Poissy übernehmen.

Trotz allen Maßnahmen zur Entlastung verzeichnete die Linie A nach wie vor eine sehr hohe Auslastung. Wichen einige Fahrgäste auf die neu geschaffenen Parallelstrecken aus, so wurde die frei werdende Kapazität sofort von neuen oder ihrerseits ausweichenden Fahrgästen genutzt. Als man zu der Einsicht gelangte, dass eine weitere Entlastung der Linie durch einen Ausbau der Infrastruktur praktisch unmöglich bzw. schlichtweg zu kostspielig wäre (z. B. ein Ausbau der Tunnelstrecke auf vier Gleise), versuchte man, der Überlastung auf anderen Wegen entgegenzuwirken; so kommen auf der Strecke seit 1998 auch Doppelstock-Züge zum Einsatz.

## Zukünftige und dringend notwendige Verbesserungen

### Viele Verspätungen auf der Strecke
Die Züge des RER A sind sehr unpünktlich. Gemessen wird der Prozentsatz der Reisenden, die ihren Bestimmungsbahnhof pünktlich oder mit höchstens fünf Minuten Verspätung erreichen.
2010 lagen in den meisten Monaten die Pünktlichkeitswerte meistens zwischen 80 und 84 %. In den Monaten Januar, Februar, November und Dezember sogar unter 80 %. Nur im (relativ verkehrsarmen) August wurden fast 90 % erreicht. 2011 waren die Zahlen etwas besser: Sie lagen durchweg oberhalb von 80 %. Der untere Grenzwert von 87 %, der notwendig ist, damit die Betreiber der Linie keine Konventionalstrafe bezahlen müssen, wurde aber auch nur in den Ferienmonaten Juli und August überschritten.
Neben vielen Serviceverbesserungen und Renovierungsarbeiten sind weitere Optimierungen angedacht, um die starke Auslastung der Linie zu bewältigen und um die Pünktlichkeit der Züge zu verbessern. Bereits seit 2008 wurde an einem Masterplan (Schema Directeur de la Ligne A du RER) für die RER A-Strecken gearbeitet. In kurz-, mittel- und langfristigen Verbesserungen soll das Leistungsniveau verbessert werden.

### Erneuerung von Schotterbett und Gleisen
Auf der Stammstrecke, d. h. auf dem Streckenabschnitt zwischen  Nanterre-Université und Vincennes, werden in den Jahren 2015 bis 2021 Schotterbett und Gleise erneuert: Dazu wurde jeweils in der Haupturlaubszeit die Strecke vollständig für etwa vier Wochen gesperrt und Schienenersatzverkehr angeboten.

### Verbesserung des SACEM-Systems
So soll beispielsweise das SACEM-System bis 2020 durch ein verbessertes System (NExTEO) ersetzt werden. Viele Bahnhöfe auf den Außenstrecken sind überhaupt noch nicht mit dem SACEM-System ausgestattet. Insbesondere auf der Strecke nach Marne-la-Vallée sollen alle Bahnhöfe bis Noisy-Le-Grand – Mont d'Est mit SACEM nachgerüstet werden.

### Pilotage automatique für die Stammstrecke
Die gemeinsame Stammstrecke aller Linien – d. h. im Bereich von Val de Fontenay bis Nanterre Préfecture soll bis 2019 mit der halbautomatischen Zugführung Pilotage automatique ausgerüstet werden.[veraltet] Mit einem finanziellen Aufwand von ca. 35 Millionen Euro erwartete man sich deutliche Verbesserungen im Zugbetrieb: Die Reisegeschwindigkeit der Züge würde auf der Stammstrecke um bis zu 5 km/h steigen und zu einer höheren Pünktlichkeit der Züge beitragen. Auch könnten pro Stunde und Fahrtrichtung ein zusätzlicher Zug über die Strecke geführt werden.
Am 27. April 2017 verkehrte der erste, mit Fahrgästen besetzte, automatisch gesteuerte Zug auf der Stammstrecke. Bis Ende 2018 sollen alle Fahrzeuge der RER A technisch für den automatischen Betrieb ausgerüstet sein. Durch die Automatisierung verkürzt sich die Fahrzeit zwischen Vincennes und La Defénse um zwei Minuten. Die Züge bleiben auch im automatischen Betrieb mit einem Triebfahrzeugführer besetzt, der unter anderem das Öffnen und Schließen der Türen steuert.

### Verbesserter Anschluss von Nanterre-Université
Der Streckenast nach Cergy und Poissy führt auf einem Viadukt unmittelbar an der Station Nanterre-Université vorbei. In Zukunft soll auch dieser Ast Bahnsteige an der Station erhalten.
Eine früher angedachte Streckenverlängerung von Cergy-Le Haut aus (auf Luftbildern ist eine Trassenfreihaltung zu erkennen) über Vauréal und eventuell weiter bis nach Mantes-la-Jolie steht derzeit nicht mehr zur Debatte.

## Zugnamen
Die dem Liniennetzplan vermerkten Linienastbezeichnungen (A1-A5) tauchen sonst nirgends auf. Stattdessen wird jeder Zug mit einem Zugnamen, bestehend aus einem vierstelligen Buchstabencode, gekennzeichnet.
Der erste Buchstabe dieser Kombination gibt den Zielbahnhof an. Der Startbahnhof eines Zuglaufs ist nicht erkennbar. Der zweite Buchstabe steht für den Linienverlauf, d. h. an welchen Stationen gehalten wird. Für die bessere Erkennung sind außerdem an jedem Bahnsteig Anzeigen angebracht, die mit einem leuchtenden Punkt alle bedienten Stationen markieren. Die restlichen beiden Buchstaben sollen eine rein phonetische Ergänzung sein, um sich den „Namen“ leichter einzuprägen. Zwei anschließend folgende Ziffern zeigen den Umlauf an, also um welchen Zug in welcher Fahrtrichtung es sich handelt. Gerade Nummern sind Umläufe in Richtung Westen, ungerade in Richtung Osten.
| Buchstabe | Zielbahnhof                 | Beispiele für Zugnamen |
| --------- | --------------------------- | ---------------------- |
| B         | La Défense                  | BYLL, BORA, BTON       |
| D         | Noisy-le-Grand – Mont d'Est | DYNO, DJIN, DOMI       |
| N         | Boissy-Saint-Léger          | NELY, NAGA             |
| O         | Torcy                       | OKEY, ORKA, OFRE       |
| Q         | Marne-la-Vallée - Chessy    | QUDO, QIKY, QBIK, QAHA |
| R         | La Varenne-Chennevières     | RHIN, RUDI             |
| T         | Poissy                      | TERI, TJAC, TIKY       |
| U         | Cergy – Le Haut             | UPAL, UDON, UXOL       |
| W         | Train vide (Leerfahrt)      |                        |
| X         | Le Vésinet – Le Pecq        | XUTI, XOUD             |
| Y         | Rueil-Malmaison             | YCAR, YVAN             |
| Z         | Saint-Germain-en-Laye       | ZARA, ZEUS, ZINC       |

Der Zug "NELY" bspw. fährt nach Boissy-St-Léger. Der Zug "UPAL" hingegen in die andere Richtung nach Cergy-Le-Haut.

## Besonderheiten
- Die Linie A wird, wie auch die Linie B, teilweise von der RATP betrieben. Lediglich der Ast nach Cergy und Poissy im Westen wird von der SNCF betrieben. Am Bahnhof Nanterre-Préfecture werden bei den betroffenen Zügen sowohl das Zugpersonal als auch die Betriebsspannung gewechselt, was die Anschaffung neuer Züge bedingte.
- Die Linie A hat keinen einzigen Kreuzungsbahnhof mit der RER-Linie C, obwohl es eine Kreuzung beider Linien am Porte Maillot gibt.

## Fahrzeuge des RER A

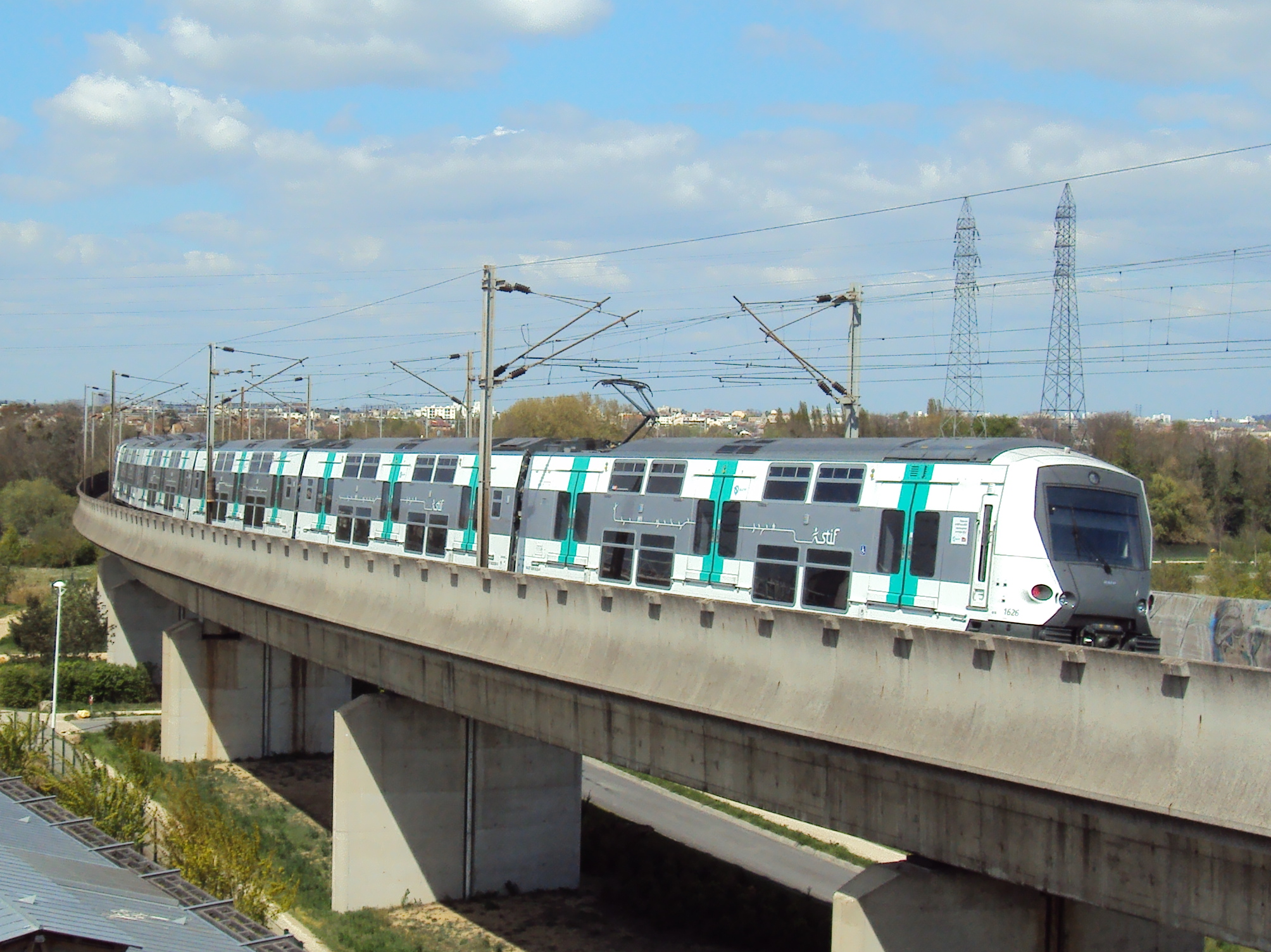
Ein Zug der Baureihe MI09 auf dem Viadukt von Nanterre

Auf dem RER A kommen Fahrzeuge der Baureihen MS 61, MI84, MI 2N und MI 09 zum Einsatz. Die Züge der Baureihe MI09 lösten sukzessive die Züge vom Typ MI 84 ab. Anfang 2014 waren 60 neue Züge im Einsatz.
Mitte Januar 2015 waren 83 Züge vom Typ MI09 und 43 Züge MI2N auf den Strecken des RER A unterwegs. Zu diesem Zeitpunkt wurde die Bestellung von 10 zusätzlichen Einheiten MI09 beschlossen.
Nach Lieferung aller bestellten Zügen bis 2017 sollten 140 MI09-Züge und 43 MI2N-Züge zum Einsatz kommen.[veraltet]